# Alexander von Muralt
Alexander Ludwig von Muralt (* 19. August 1903 in Zürich; † 28. Mai 1990 in Arni BE) war ein Schweizer Physiker und Mediziner.

## Leben
Alexander von Muralt wurde 1903 als Sohn des Arztes Ludwig von Muralt (1869–1917) und der aus Philadelphia stammenden Ärztin Florence Hull von Muralt-Watson geboren. Die beiden hatten sich an der Psychiatrischen Universitätsklinik Burghölzli in Zürich kennengelernt. Als der Vater, der zu diesem Zeitpunkt Leiter des Lungensanatoriums Davos-Dorf war, 1917 im Alter von 48 Jahren an Tuberkulose unerwartet starb, zog Alexander von Muralt mit seiner Mutter zurück nach Zürich.
Nach seiner Matura an der Kantonsschule Zürich begann von Muralt 1921 an der Universität Zürich zu studieren. Er studierte Physik bei Erwin Schrödinger und belegte gleichzeitig die naturwissenschaftlichen Grundlagenfächer der Medizin. 1926 erhielt er das zweite medizinische Propädeutikum und ein Jahr später 1927 folgte die Doktorprüfung in Physik, die er summa cum laude abschloss. Anschliessend ging er 1928 an das Institut für Physikalische Chemie der Harvard-Universität in Boston, wo er unter der Leitung von Edwin Cohn und zusammen mit dem Doktoranden John T. Edsall die physikalisch-optischen Eigenschaften des später entdeckten Muskeleiweisses Actomyosin untersuchte. Mit Edsall verband von Muralt eine lebenslange Freundschaft. Der 27-jährige von Muralt lehnte eine ihm angebotenen Professur in Biophysik an der Harvard-Universität ab, um den klinischen Teil des Medizinstudiums an der Universität Heidelberg zu absolvieren. Dort setzte er unter Otto Meyerhof am Kaiser-Wilhelm-Institut für medizinische Forschung, dem heutigen Max-Planck-Institut für medizinische Forschung, seine Arbeiten über die Kontraktion der Muskulatur fort und wurde 1932 zum Dr. med. promoviert. Auch diese Promotion schloss er summa cum laude ab. Ein Jahr später wurde er 1933 zum Privatdozenten für Physiologie ernannt. Von 1937 bis 1946 war er Mitglied des Senats der Kaiser-Wilhelm-Gesellschaft.
Nach der Machtergreifung durch die Nationalsozialisten ging von Muralt 1935 nach Bern, er war zum Professor für Physiologie an der Universität Bern gewählt worden und trat dieses Amt 1936 an. Im Jahr 1938 wurde er zum Mitglied der Leopoldina gewählt. Während des Zweiten Weltkriegs beschäftigte sich von Muralt mit biophysikalischen Untersuchungen der Kontraktion des Skelettmuskels, die in seinen Arbeiten dieser Zeit im Vordergrund stand. Nach dem Krieg rückte die physikalisch-optischen Veränderungen im Zusammenhang mit der Nervenleitung in seinen Blickpunkt. 1968 wurde er von Silvio Weidmann als Leiter des Instituts für Physiologie an der Universität Bern abgelöst.
1935 bis 1973 hatte von Muralt das Präsidium des Internationalen Stiftungsrates der hochalpinen Forschungsstation Jungfraujoch inne.
1942 wurde auf seine Initiative hin die Schweizerische Stiftung für biologisch-medizinische Stipendien gegründet. Des Weiteren war von Muralt 1952 Gründer der privatrechtlichen Stiftung Schweizerischer Nationalfonds zur Förderung der wissenschaftlichen Forschung (SNF). Dieser Stiftung stand er als Präsident vor. 1946 erhielt er den Marcel-Benoist-Preis verliehen. 1947 wurde er zum korrespondierenden Mitglied der Göttinger Akademie der Wissenschaften gewählt. 1954 wurde er in die American Academy of Arts and Sciences und 1978 in die American Philosophical Society gewählt. Seit 1977 war er korrespondierendes Mitglied der Heidelberger Akademie der Wissenschaften.
1984 veröffentlichte von Muralt seine Autobiographie A life with several facets.

## Familie
Von Muralt stammte von dem ursprünglich aus Locarno stammenden Adelsgeschlechtes de Muralto ab, das nach der Konversion zum protestantischen Glauben seit 1555 in Bern und Zürich eine neue Heimat fand und bald dem wohlhabenden Bürgerstand angehörte. So war Alexander von Muralt ein Nachfahre des Arztes Johannes von Muralt.